# Lars-Erik Berenett
Lars-Erik Berenett (* 23. Dezember 1942 in Skellefteå, Provinz Västerbotten; † 1. Februar 2017) war ein schwedischer Schauspieler.

## Leben
Berenett wuchs in Uppsala auf und verdiente sich sein Geld zunächst in einem Schallplattenladen. Er wurde von Amateurtheaterleiter Paul Patera entdeckt, der ihn zum Amateurtheater brachte. Ein Stipendium ermöglichte Berenett später das Studium an der Calle Flygares Teaterskola sowie ab 1964 an der Scenskolan in Göteborg, die er 1967 abschloss. Anschließend ging er als Schauspieler an das Staatstheater Göteborg, in dessen Ensemble er bis 1983 Mitglied war.
Neben seiner Arbeit am Theater trat Berenett seit den 1960er-Jahren auch in Film und Fernsehen in Erscheinung. Zu seinen bekanntesten Rollen zählt die des Polizisten Roland Hassel, den er seit 1986 in zehn Fernseh- und zwei Kinofilmen verkörperte.
Berenett war in erster Ehe mit Schauspielerin Evabritt Strandberg verheiratet; der Ehe entstammt Matti Berenett, der ebenfalls als Schauspieler tätig ist.

## Filmografie (Auswahl)
- 1964: Das Kleid (Klänningen)
- 1980: Heimliche Ausflüge (Barnens ö)
- 1981: Der Gockel (Tuppen)
- 1986: Anmäld försvunnen (Fernsehfilm)
- 1995: Kristin Lavrans Tochter (Kristin Lavransdatter)
- 1996: Die weiße Löwin (Den vita lejoninnan)
- 1998: I.K. – Ivar Kreuger
- 2000: Tod auf See (Hassel/Förgörarna)
- 2004: Das vierte Opfer (Borkmanns punkt)
- 2011: Stockholm Ost (Stockholm Östra)
- 2012: Hassel – Privatspanarna
- 2013–2014: Real Humans – Echte Menschen (Äkta människor, Fernsehserie, 8 Episoden)
- 2015: Jordskott (Fernsehserie, 6 Episoden)